# Ґузи (Поморське воєводство)
Ґузи (пол. Guzy, нім. Gosen) — село в Польщі, у гміні Нова Карчма Косьцерського повіту Поморського воєводства.
Населення — 105 осіб (2011).
У 1975-1998 роках село належало до Гданського воєводства.

## Демографія
Демографічна структура станом на 31 березня 2011 року:
|          | Загалом | Допрацездатний вік | Працездатний вік | Постпрацездатний вік |
| -------- | ------- | ------------------ | ---------------- | -------------------- |
| Чоловіки | 52      | 17                 | 34               | 1                    |
| Жінки    | 53      | 20                 | 30               | 3                    |
| Разом    | 105     | 37                 | 64               | 4                    |